# Trabaek
Trabaek es una comuna (khum) del distrito de Kamchay Mear, en la provincia de Prey Veng, Camboya. En marzo de 2008 tenía una población estimada de 4927 habitantes.
Se encuentra ubicada al sur del país, a escasa distancia de los ríos Mekong y Bassac, y de la frontera con Vietnam.